# Front (folyóirat)
Front Gyulafehérváron szerkesztett s Kolozsvárt 1932-ben megjelent, egyetlen számot megért folyóirat, alcíme: Le az imperialista világháborúval. Összeállította Keleti Sándor. Programcikke frontot hirdet az imperialista világháborús törekvések ellen, továbbá „a dolgozó tömegeknek a kultúrából, tudományból, irodalomból és művészetekből való kitaszítottsága ellen: a dolgozó tömegeknek a kultúrába, irodalomba és művészetekbe való bekapcsolásáért.” Részletet közöl Nagy István Nincs megállás c. regényéből, közli Hidas Antal és Keleti Sándor verseit, Vszevolod Nyikanorovics Ivanov elbeszélését, Balázs Béla, Valentyin Petrovics Katajev, Romain Rolland és Clara Zetkin írásait.